# 選抜女子駅伝北九州大会
選抜女子駅伝北九州大会（せんばつじょしえきでんきたきゅうしゅうたいかい）は、福岡陸上競技協会などが主催する日本の駅伝大会。

## 概要
1990年に初開催。毎年1月（天皇盃全国都道府県対抗男子駅伝競走大会と同日実施）に北九州市小倉北区の小倉城歴史の道広場を発着点、戸畑区・八幡東区を通過して、八幡西区東曲里のホテルクラウンパレス北九州前を折り返す32.7kmで争われ、実業団・高校のチームと地元北九州市選抜チームが、一般・高校の部に分かれて競う。この駅伝大会は、一般・高校のチームが同時スタートで同じコースで競う全国的にも珍しい大会である。
同大会は一般が5区間、高校が6区間で異なっている。2019年までは第1区 - 第4区は一般・高校とも同じで、1区4.3 km、2区5.9 km、3区5.1 km、4区6.0km。第5区は一般が11.4kmで、高校はこの区間が2分割されて、それぞれ第5区（4.8 km）と第6区（6.6 km）となっていた。
2020年からは、発着点と区間数はそのままにした上でコースが一部変更となり、2023年現在は八幡東区前田二丁目西交差点前で折り返す27.2kmの総距離で行われている。
出場選手は、一般・高校ともに前週の皇后盃全国都道府県対抗女子駅伝競走大会に都道府県代表で、一般の部出場選手は翌週の大阪国際女子マラソンにそれぞれ出場する選手もいて、2週連続出場となる選手も少なくない。

## 大会運営
主催
福岡陸上競技協会・北九州市・北九州市教育委員会・毎日新聞社・RKB毎日放送・スポーツニッポン新聞社
特別協賛
TOTO

## 歴代優勝チーム
| 回 | 開催日        | 一般                                   | 高校                                   |
| -- | ------------- | -------------------------------------- | -------------------------------------- |
| 1  | 1990年3月21日 | 沖電気宮崎                             | 鈴峯女子                               |
| 2  | 1991年2月11日 | ニコニコドー                           | 筑紫女学園                             |
| 3  | 1992年1月19日 | 沖電気宮崎                             | 筑紫女学園                             |
| 4  | 1993年1月24日 | ダイイチ                               | 筑紫女学園                             |
| 5  | 1994年1月23日 | 天満屋                                 | 熊本市立商業                           |
| 6  | 1995年1月22日 | 天満屋                                 | 西京                                   |
| 7  | 1996年1月21日 | 沖電気宮崎                             | 筑紫女学園                             |
| 8  | 1997年1月19日 | 沖電気宮崎                             | 熊本市立商業                           |
| 9  | 1998年1月18日 | 沖電気宮崎                             | 西京                                   |
| 10 | 1999年1月24日 | デオデオ                               | 諫早                                   |
| 11 | 2000年1月23日 | 九電工                                 | 諫早                                   |
| 12 | 2001年1月21日 | 沖電気宮崎                             | 諫早                                   |
| 13 | 2002年1月20日 | ダイハツ                               | 立命館宇治                             |
| 14 | 2003年1月19日 | 京セラ                                 | 神村学園                               |
| 15 | 2004年1月18日 | ワコール                               | 須磨学園                               |
| 16 | 2005年1月23日 | 資生堂                                 | 須磨学園                               |
| 17 | 2006年1月22日 | ワコール                               | 須磨学園                               |
| 18 | 2007年1月21日 | ワコール                               | 須磨学園                               |
| 19 | 2008年1月20日 | 豊田自動織機                           | 立命館宇治                             |
| 20 | 2009年1月18日 | 豊田自動織機                           | 立命館宇治                             |
| 21 | 2010年1月24日 | 天満屋                                 | 興譲館                                 |
| 22 | 2011年1月23日 | 三井住友海上                           | 立命館宇治                             |
| 23 | 2012年1月22日 | 天満屋                                 | 立命館宇治                             |
| 24 | 2013年1月20日 | 天満屋                                 | 立命館宇治                             |
| 25 | 2014年1月19日 | 九電工                                 | 立命館宇治                             |
| 26 | 2015年1月18日 | 九電工                                 | 大阪薫英女学院                         |
| 27 | 2016年1月24日 | 悪天候（大雪）のため中止               | 悪天候（大雪）のため中止               |
| 28 | 2017年1月22日 | ユニバーサルエンターテインメント       | 大阪薫英女学院                         |
| 29 | 2018年1月21日 | TOTO                                   | 大阪薫英女学院                         |
| 30 | 2019年1月20日 | 天満屋                                 | 神村学園                               |
| 31 | 2020年1月19日 | デンソー                               | 神村学園                               |
| 32 | 2021年1月24日 | 新型コロナの緊急事態宣言発令のため中止 | 新型コロナの緊急事態宣言発令のため中止 |
| 33 | 2022年1月23日 | デンソー                               | 筑紫女学園                             |
| 34 | 2023年1月22日 | パナソニック                           | 神村学園                               |
| 35 | 2024年1月21日 | 肥後銀行                               | 神村学園                               |
| 36 | 2025年1月19日 | 京セラ                                 | 神村学園                               |

- 第21回では一般・高校ともに岡山県にある実業団・高校が優勝した。因みに、総合順位も1位天満屋、2位興譲館と岡山県勢が1位・2位となった。
- 第33回では、オープン参加の名城大学・豊田自動織機TC連合チームが最先着だった。

## 区間距離
上述の通り1区から4区までは一般・高校共通区間。第4中継所からフィニッシュまでは、一般は一人で10km以上の区間を走行し、高校は2区間に分割して5区・6区を走る設定となっている。
2022年より
- 1区　5.3km　小倉城歴史の道 ⇒ 浅生スポーツセンター前
- 2区　3.8km　浅生スポーツセンター前　⇒　枝光本町 ジアウトレット北九州前バス停
- 3区　3.9km　枝光本町 ジアウトレット北九州前バス停　⇒ （八幡東区前田二丁目西交差点前折り返し） ⇒ 八幡駅入口第一バス停
- 4区　3.8km　八幡駅入口第一バス停　⇒　九国大付属高校前
- 一般5区　10.4km　九国大付属高校前 ⇒ 小倉城歴史の道フィニッシュ
- 高校5区　5.9km　九国大付属高校前 ⇒ 下到津四丁目バス停
- 高校6区　4.5km　下到津四丁目バス停　⇒　小倉城歴史の道フィニッシュ
- 総距離　27.2km[1]

## 実況中継
大会の模様はRKB毎日放送制作により、2022年大会からはテレビのみ（地上波とBS）で放送される。駅伝本番は朝の10時〜12時頃に開催されているが、生中継については過去にRKBラジオ（開始初年～2020年まで）で放送され、コースが一部変更になった第30回大会（2020年）からは後述の通り民放BSテレビ局のBS-TBSで実施されている。地上波のRKBテレビでは生中継は行われず、中継録画放送で対応している。
- テレビ（地上波）に於いては2019年までJNN系列の九州・沖縄地区（e-JNN）と中国・四国地区の13局（RKBテレビ・長崎放送・熊本放送・大分放送・宮崎放送・南日本放送・琉球放送・山陰放送・RSK山陽放送・中国放送・テレビ山口・あいテレビ・テレビ高知）で放送されたが、前述に記した通り、[3]同日15:00 - 16:54に録画中継となっていた。また、2017年からは毎日放送も深夜枠での放送を実施した。
- 2020年は地上波での録画放送がRKBテレビのみとなる代わりに、BS-TBSがRKBテレビからの裏送りによる生中継を行うことになった。また、RKBラジオの生中継はこの年限りで終了となった[4]。
- テレビ中継の解説は増田明美が毎年担当している。
- テレビ中継にはTBSテレビ・大分放送・RSK山陽放送が協力している（以前は中国放送も協力していたが、天皇盃全国男子駅伝と同日開催となってからは、自社制作のラジオ中継の要員との兼ね合いから協力から外れている）。
- 2021年大会（1月24日）は新型コロナウイルス感染拡大対策のため大会自体が中止となった。そのため、中継を予定していた時間帯に「選抜女子駅伝北九州大会特別編～名ランナーたちの激闘の歴史～」を放送した[5]。[6]